# Australische Wüsten

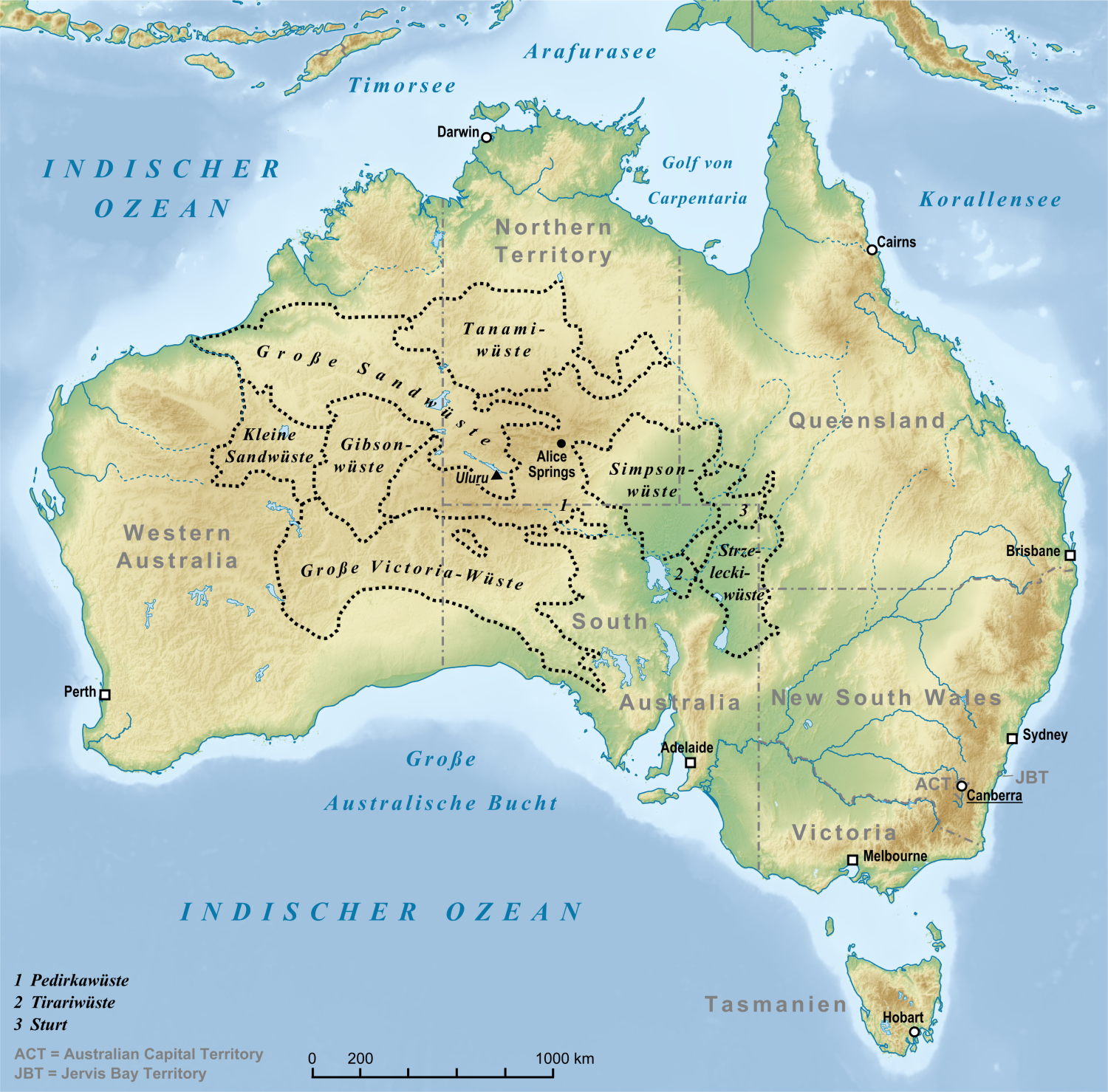
Australische Wüsten

Klimazonen in Australien

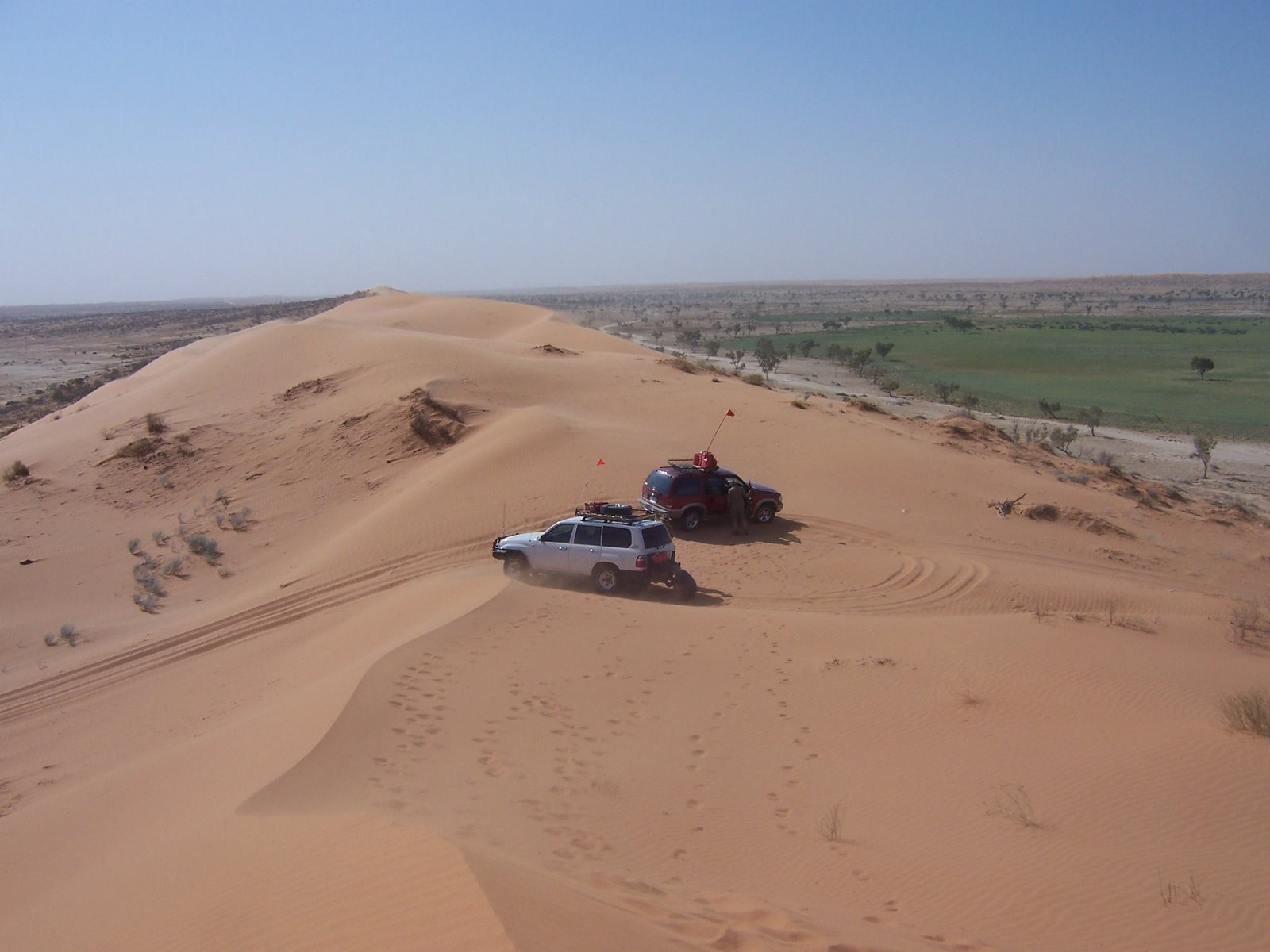
Allradfahrzeuge auf einer großen roten Sanddüne in der Simpsonwüste, genannt Big Red

Die australischen Wüsten bedecken 18 Prozent des australischen Kontinents. Sie sind nach der Antarktis, der Sahara, der Gobi und Grönland mit einer Größe von 1.371.000 km² das sechstgrößte Wüstengebiet der Erde. Die Große Victoria-Wüste hat etwa die Fläche Deutschlands.
Die australischen Wüsten sind größtenteils unbewohnt. Statt der Vollwüsten anderer Kontinenten mit nahezu vegetationslosen Sand-, Kies-, Fels- oder Salzregionen handelt es sich hier vor allem um halbwüstenartige  Gras- oder Berglandschaften, offene Baumsavannen und Buschland mit wenigen – häufig saisonal trockenen und im Osten oft abflusslosen – Flüssen sowie Salzseen.
Klimatisch betrachtet sind es hot deserts (deutsch: heiße Wüsten), da sie durch geringe Niederschläge und extrem hohe Temperaturen, sowie Trockenheit gekennzeichnet sind. Die Temperaturen erreichen bis zu 50 °C und die Niederschläge weniger als 250 Millimeter pro Jahr. Die durchschnittliche Luftfeuchtigkeit liegt zwischen 10 und 20 Prozent.
Lediglich etwa 15 Prozent der Wüsten in der Welt bestehen aus Sanddünenfeldern. Einige der längsten Dünen der Welt, teilweise hunderte von Kilometern lang, befinden sich in der Simpsonwüste Australiens. Sandwüsten sind die Große Victoria-Sandwüste und Große Sandwüste; Steinwüsten die Gibson- und Sturts Steinige Wüste.

## Wüsten
Die folgende Tabelle gibt einen Überblick über die australischen Wüsten:
| Deutscher Name        | Englischer Name       | Lage                                                                     | Größe in km² |
| --------------------- | --------------------- | ------------------------------------------------------------------------ | ------------ |
| Große Victoria-Wüste  | Great Victoria Desert | South Australia und Western Australia                                    | 348.750      |
| Große Sandwüste       | Great Sandy Desert    | Western Australia und Northern Territory                                 | 267.250      |
| Tanamiwüste           | Tanami Desert         | Northern Territory                                                       | 184.500      |
| Simpsonwüste          | Simpson Desert        | Zentralaustralien: Northern Territory, Queensland und South Australia    | 176.500      |
| Gibsonwüste           | Gibson Desert         | Western Australia                                                        | 156.000      |
| Kleine Sandwüste      | Little Sandy Desert   | Western Australia                                                        | 111.500      |
| Strzeleckiwüste       | Strzelecki Desert     | South Australia, Queensland und New South Wales                          | 80.250       |
| Sturts Steinige Wüste | Sturt Stony Desert    | Südosten von Australien: South Australia, Queensland und New South Wales | 29.750       |
| Tirariwüste           | Tirari Desert         | South Australia                                                          | 15.250       |
| Pedirkawüste          | Pedirka Desert        | South Australia                                                          | 1.250        |

Ein großes zusammenhängendes Wüstengebiet bilden die Tanami-, Große Sand-, Kleine Sand-, Gibson- und Große Victoria-Sandwüste im Westen Australiens und ein kleineres die Simpson, Sturt-, Strzelecki- und Tirariwüste im Osten. Räumlich isoliert zwischen Großer Victoria-Sand- und Simpson- liegt die kleine Pedirka-Wüste.
Die Western Desert, die eine Kulturregion der indigenen Bevölkerung Australiens beschreibt, umfasst die Gibson-, Große Victoria-, Große Sand- und Kleine Sandwüste in den Bundesstaaten Northern Territory, South Australia und Western Australia.

## Europäische Entdeckungsgeschichte

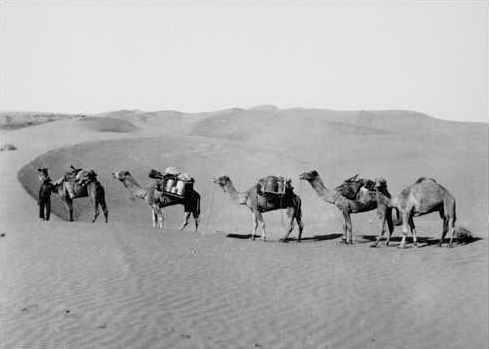
Historisches Bild einer Kamelkarawane in der Simpsonwüste von 1936

Die Strzeleckiwüste wurde 1845 von dem Entdeckungsreisenden Charles Sturt nach dem polnischen Entdecker Paul Edmund Strzelecki benannt.
Der erste Europäer, der die Große Sandwüste durchquerte, war Peter Egerton Warburton. Er kam schwer von Erschöpfung gezeichnet und auf einem Auge erblindet an der Küste von Western Australia an. Er verdankte sein Überleben Charley, einem Aborigines Tracker.
Die Kleine Sandwüste schließt an die Große Sandwüste an und gleicht ihr hinsichtlich ihrer Landschaft und Vegetation.
Den Namen „Große Victoria-Wüste“ vergab der britischen Entdecker Ernest Giles, der die Wüste 1875 durchquert hatte. Sie ist der Queen Victoria gewidmet.
Die Sturt Steinige Wüste erhielt ihren Namen vom britischen Entdecker John McDouall Stuart, der sie im Jahr 1861 erstmals durchquerte. Er benannte die Wüste nach dem britischen Entdecker Charles Sturt, an dessen Expeditionen er früher teilgenommen hatte.
1866 erreichte die Expedition von Peter Egerton Warburton die Tirariwüste von Westen kommend.
Der britische Entdecker Ernest Giles gab der Gibsonwüste ihren Namen zum Gedenken an Alfred Gibson, der bei einer Expedition von 1873 bis 1874 verschollen blieb.
Die Tanamiwüste benannte der Entdeckungsreisende und Prospektor Allan Davidson. Den Namen vergab er erst auf seiner zweiten Expedition in dieses Wüstengebiet, die 1900 endete. „Tanami“ war die ursprüngliche Bezeichnung der Aborigines für zwei Felsenhöhlen mit klarem Trinkwasser.
Die Pedirkawüste breitet sich über dem geologischen Pedirka-Sedimentbecken aus.
Der Name der Simpsonwüste geht auf Allen Simpson zurück, einen Geographen, der 1845 in diese Wüste vorstieß. Den Namen schlug der Entdecker und Geologe Cecil Madigan vor. Erst im Jahr 1936 schaffte es Edmund Colson als erster Weißer, die gesamte Simpsonwüste zu durchqueren. Zuvor waren die großen australischen Entdecker Charles Sturt und David Lindsay gescheitert.

## Aborigines

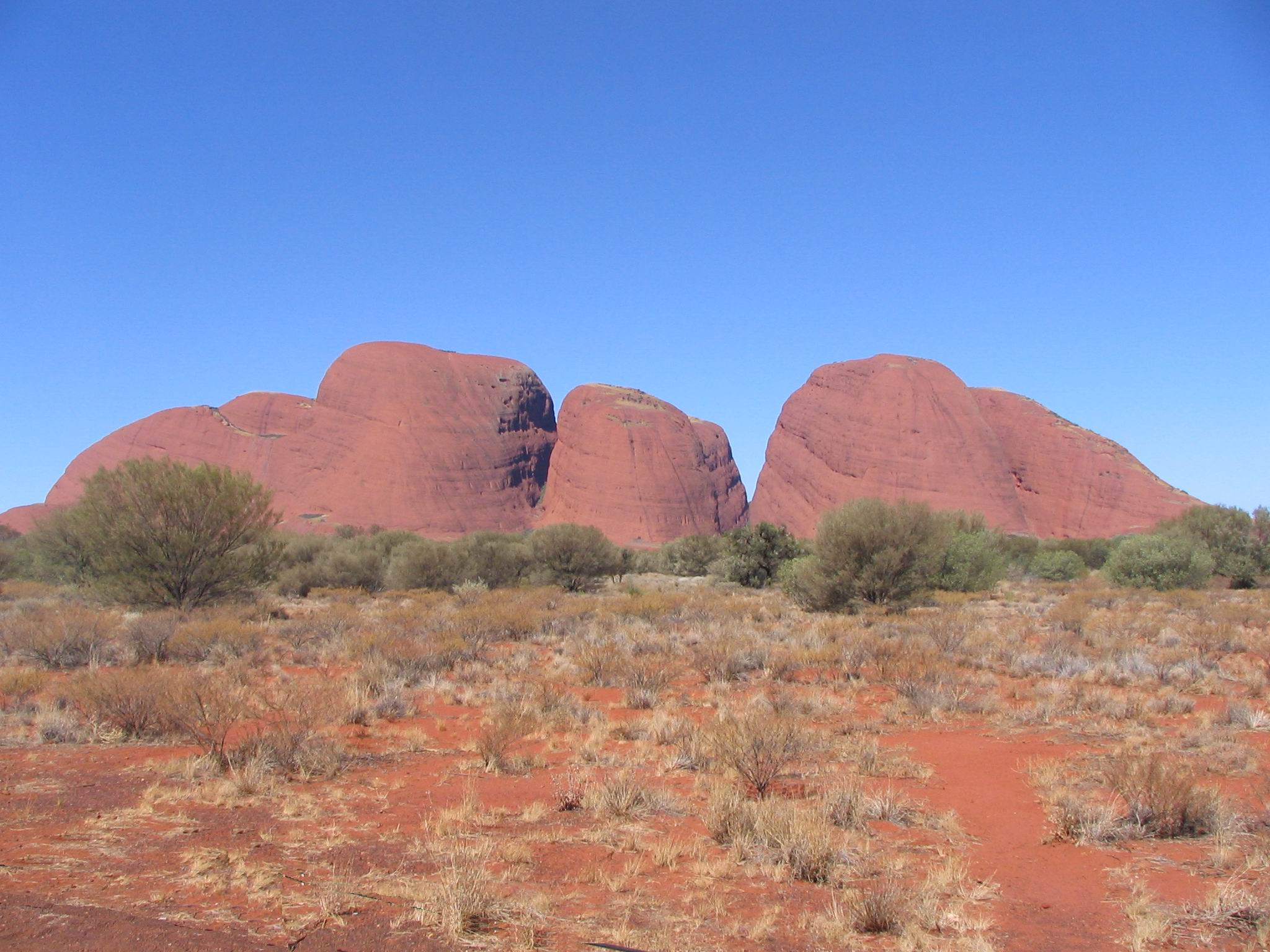
Wüstenlandschaft, im Hintergrund die Kata Tjuṯa

Die Stämme und Clans der Aborigines leben seit Jahrtausenden in den Wüstengebieten nomadisch. Sie ernährten sich von der dortigen Tier- und Pflanzenwelt, vom heute so genannten Bush Food, und sorgten dafür, dass ihre Trinkwasserquellen intakt blieben. Die Nomaden bewegten sich in eindeutig abgegrenzten Stammesgebieten. Bedeutende Stämme, die in den Wüstengebieten leben, sind beispielsweise die Arrernte, Luritja und Pitjantjatjara. Das Einflussgebiet des letztgenannten Stamms reichte von Uluṟu bis in die Nullarbor-Ebene. Der Stamm der Dieri lebt in einem großen Gebiet der Simpson-, Strzelecki- und Tirariwüste.
Die abgeschiedenen Wüstengebiete blieben lange unerschlossen. So hatte der Stamm der Spinifex People erstmals in den 1950er Jahren Kontakt mit Weißen, als sie aus ihrem Stammesgebiet wegen Kernwaffentests (1950–1963) der britischen und australischen Regierung vertrieben wurden. Die Pintupi Nine, eine Gruppe von neun Aborigines vom Stamm der Pintupi, lebten bis zum Oktober 1984 steinzeitlich im Gebiet der Gibsonwüste, bevor sie erstmals Weißen begegneten, als sie die Wüste verließen. Beide Entdeckungen waren seinerzeit Sensationen.
Große Teile der australischen Wüstengebiete sind ein Bestandteil des Kulturareal Desert. Für die Aborigines haben der im Wüstengebiet liegende Uluṟu und die Kata Tjuṯa mit ihren Traumzeit-Geschichten große kulturelle Bedeutung. Die Aborigines der Wüste brachten zahlreiche bedeutende Künstler hervor, einer der ersten und bekanntesten war Albert Namatjira, der in Hermannsburg in der Großen Sandwüste geboren wurde.
Etwa ein Drittel der australischen Wüsten ist heute Landeigentum der Aborigines. Ein sehr großer Teil davon wird von ihnen als Naturschutzgebiet verwaltet. Für nahezu alle anderen Wüstenregionen besitzen etliche Stämme Landnutzungsrechte. Heute leben zahlreiche Aborigines in Siedlungen in den Wüsten.

## Vegetation
In den australischen Wüsten kommen zwei Arten von Halbwüsten vor, die in Australien als „grassland“ bezeichnet werden: Tussock- oder Mitchell-Grasland befindet sich in den Wüstengebieten im Northern Territory, South Australia und im westlichen Queensland. Die jährlichen Niederschläge, die auf diesen von Gräsern der Gattung der Astrebla bewachsenen Mergel- und Schwemmlandböden fallen, betragen 150 bis 500 mm. Auf den schweren Lehm-Böden können keine Bäume wurzeln, und sie sind von Buschfeuern geprägt. Auf dem Spinifex- oder Hummock-Halbwüste wachsen Stachelkopfgräser (Spinifex) in Horsten, neben freien Flächen als grüne Triodia pungens und blau-graue Triodia basedowii. Auf den Sanddünen der Simpson-, Strzelecki- und der Tirariwüste dominiert Zygochloa. In weiten Wüstengebieten herrscht Halbwüsten-Grasland mit Mulga-Büschen (Acacia aneura) vor.
Halbwüstenartige Savannen mit niederwüchsigen Akazienarten bedecken große Flächen im Süden der ariden Zone, in denen im Winter und Sommer 200 bis 500 mm Niederschläge fallen. Die Akazienarten, genannt Mulga, wachsen auf den Ebenen, Berghängen und Hügeln der Wüsten. In Verbindung mit den Buschfeuern, die sich vor allem durch die Spinifex-Gräser entzünden, verbrennen die nicht resistenten Mula-Büsche, die anschließend nicht mehr nachwachsen. Es gibt Belege dafür, dass die Aborigines keine Buschfeuer in Mulga-Landschaften entzündeten. Die von Mulga bewachsenen Wüstengebiete sind des Weiteren von Rodungen, extensiver Viehwirtschaft und Brennholzgewinnung bedroht. Am östlichen Ende der ariden Zone befindet sich der sogenannte Witchetty Bush. In diesem Gebiet wurzelt die endemische Akazienart Acacia kempeana, von der sich die bis zu sieben Zentimeter große Holzbohrerlarve ernährt, die Witchetty-Made. Sie ist sehr proteinhaltig und war ein wichtiger Bestandteil der Nahrung der Aborigines.
Eukalyptus-Woodland gedeiht entlang der ausgetrockneten Flussläufe. Auf den Böden unter den Eukalypten wachsen Gräser.
Chenopodiaceen-Gebüsch, das meist nicht mehr als 1,5 Meter hoch wird, befindet sich in den südlichen Wüstengebieten. Es handelt sich um Salzpflanzen, die sowohl auf Trocken- als auch auf Salzböden wachsen.
In den Wüsten gibt es dauerhafte oder versickernde Süßwasser-Stellen, die sich in Felsengebieten oder in Sandstein-Schluchten bildeten.
Zahlreiche Salzseen entstehen nach starken Niederschlägen und füllen zeitweise die darunter liegenden Salztonebenen. Die Salzseen nehmen verhältnismäßig geringe Flächen in den Wüstengebieten ein. Ein bedeutender Salzsee ist beispielsweise der Lake Eyre, der sich über Gebiete der Gibson- und Tirariwüste erstreckt und sich etwa einmal in 25 Jahren zur Gänze füllt und anschließend trockenfällt.
17 Quellgebiete sind in den Wüsten als Folge des unter der Oberfläche befindlichen Great Artesian Basin entstanden, eines der größten Süßwasserbecken der Welt. Das aus den Quellen austretende Wasser ist stark mineralhaltig. Die Quellen bilden teilweise den Lebensraum von endemischen Fischen und das Quellgebiet ist mit seltenen Pflanzen bewachsen. Zahlreiche Quellen sind durch landwirtschaftlich extensive Nutzung in den letzten 100 Jahren versiegt.

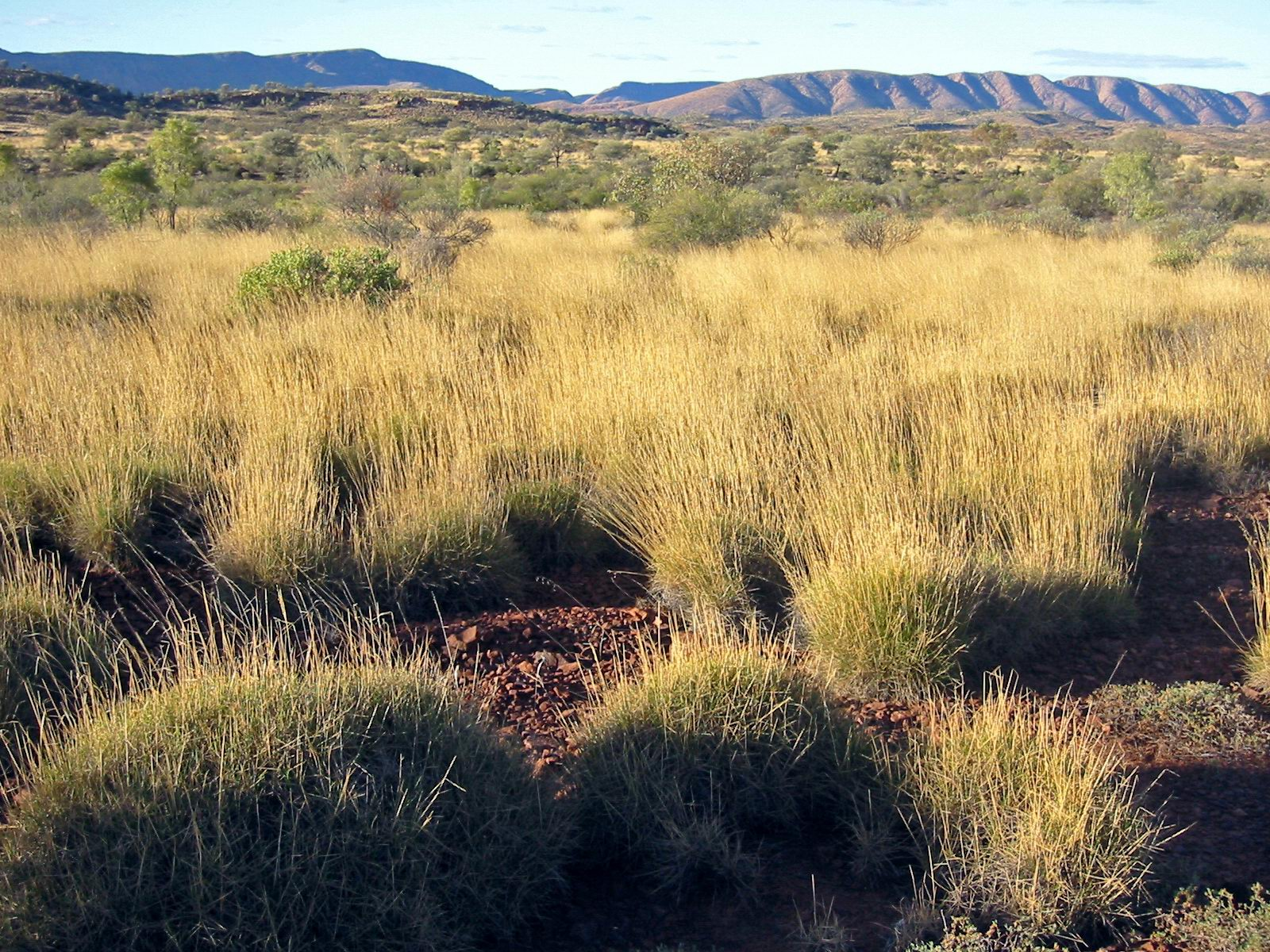
Spinifex-Gras bedeckt große Gebiete der australischen Wüste
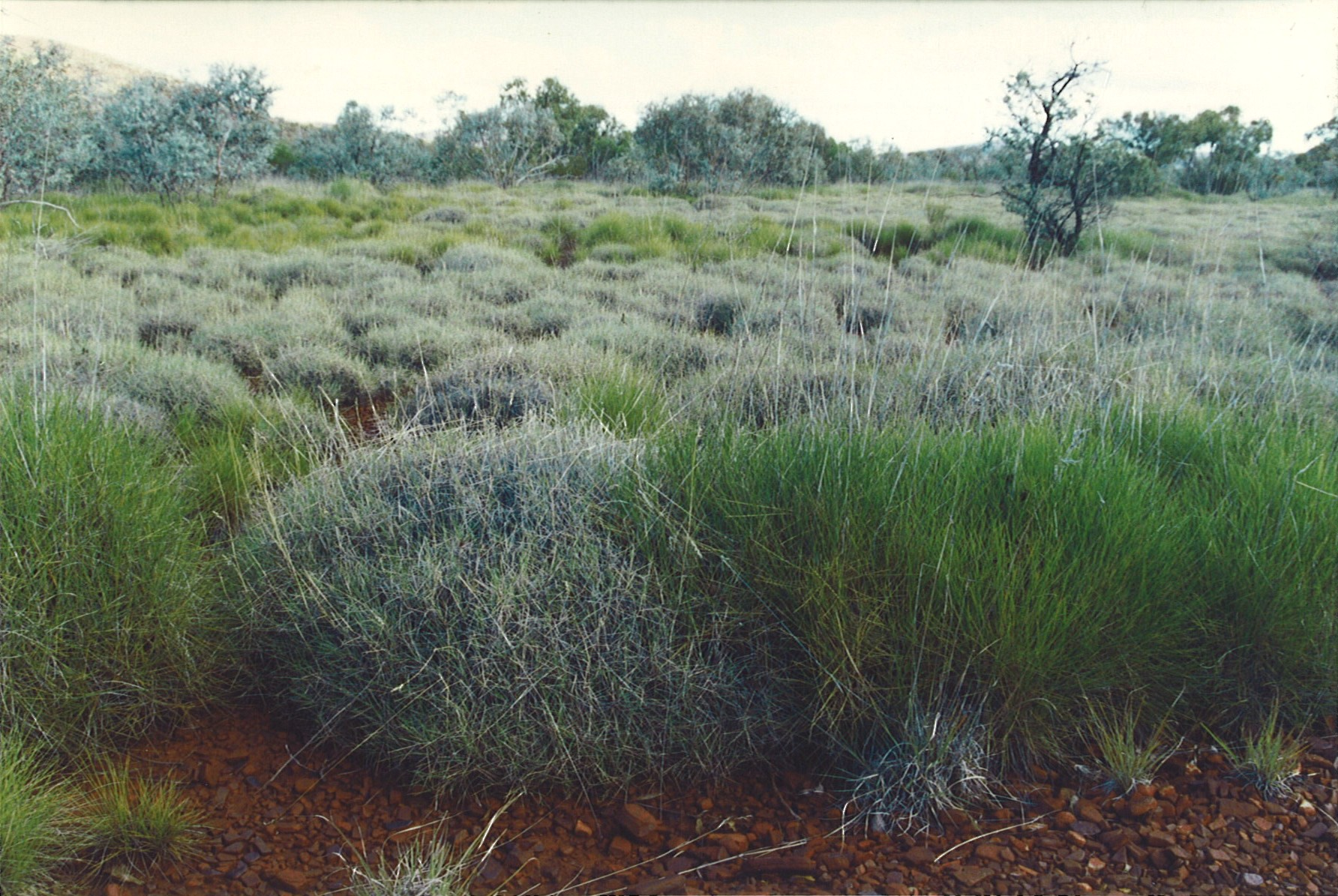
Spinifex- oder Hummock-Halbwüste mit grüner Triodia pungens und blau-grauer Triodia basedowii
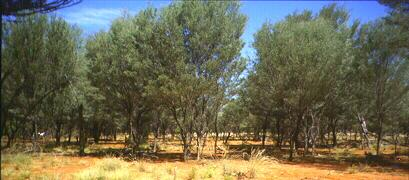
Mulga-Gebüsch
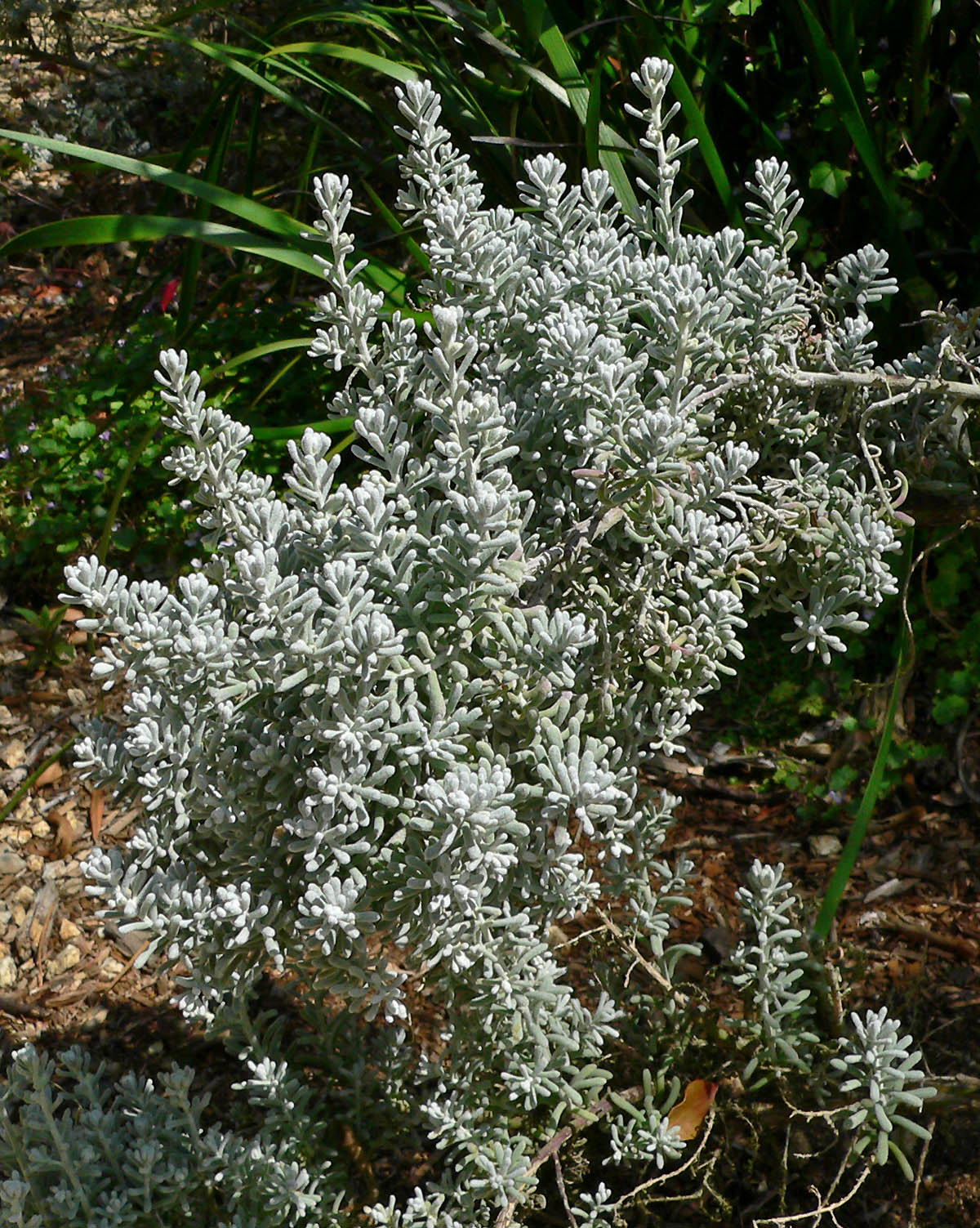
Maireana sedifolia ist der am weitesten verbreitete Chenopodien-Strauch
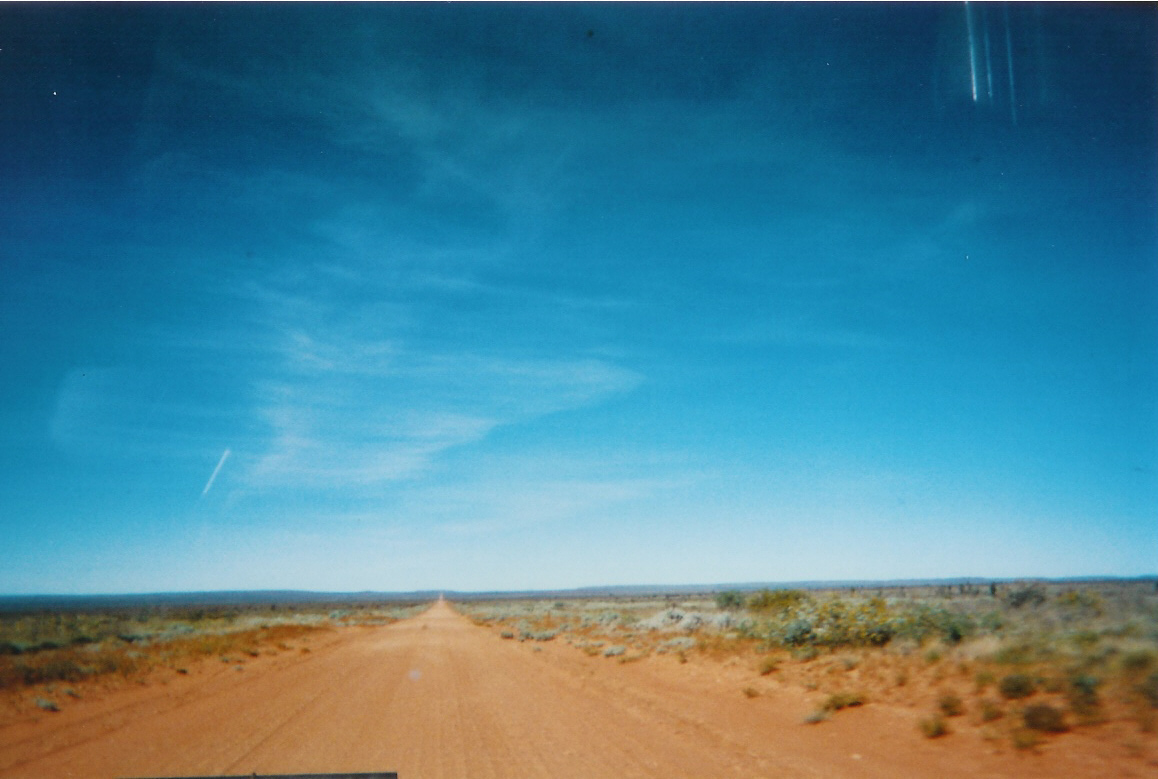
Bewuchs in der Tanamiwüste entlang des Tanami Tracks

## Fauna
In den australischen Wüsten leben deutlich weniger Tiere als in den australischen Küstenregionen. Die häufigsten Lebewesen in den ariden australischen Gebieten sind Insekten, wie Termiten und Ameisen, die große Bedeutung für die Ökologie haben.
Etwa 95 Säugetierarten lebten dort in der Zeit der europäischen Kolonisation, davon sind 17 ausgestorben, beispielsweise der Wüsten-Langnasenbeutler (Perameles eremiana), der Ameisenbeutler (Myrmecobius fasciatus) und die Langschwanz-Hüpfmaus (Notomys longicaudatus). Überlebt haben vor allem kleine Nagetiere, insektenfressende Fledermäuse, Beuteltiere, Kängurus und Wallabys. Eine große Gefährdung der Vegetation sind die freilaufenden Kamele in der Wüste.
Über 200 Vogelarten leben in den Wüstengebieten, darunter die Laufvögel der Emus, die Papageien, Kakadus, Eulen und Greifvögel.
Reptilien leben zahlreich in den Wüsten, beispielsweise die Dornenteufel, Warane, Echsen, Agamen und Geckos. Auch an die Trockenheit angepasste Froscharten wie der Desert Trilling Frog (Neobatrachus centralis) und der Desert Tree Frog (Litoria rubella) können vorkommen. Die zahlreichsten Echsenarten der Welt finden sich in der australischen Wüste, von ihnen gibt es dort über 40 Arten.
In den wenigen dauerhaften Süßwasser-Löchern leben neben Fischen auch Muscheln, Krustentiere und Insekten. 34 Fischarten kommen im Lake Eyre vor und weitere an den artesischen Quellen (beispielsweise von Dalhousie Springs in South Australia). Über 40 Froscharten wurden nach starken Regenfällen beobachtet.

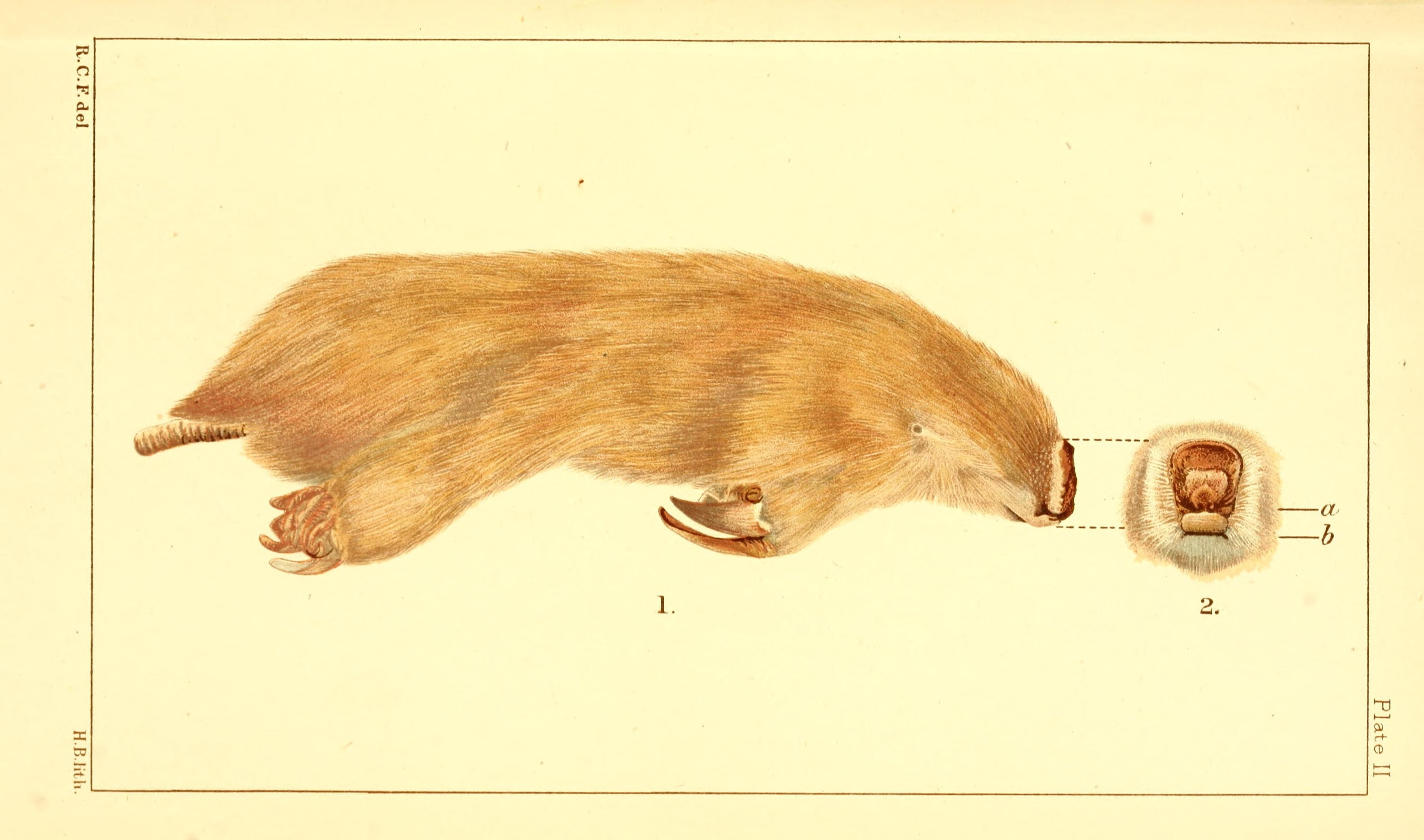
Der Große Beutelmull bevorzugt ein unterirdisches Leben
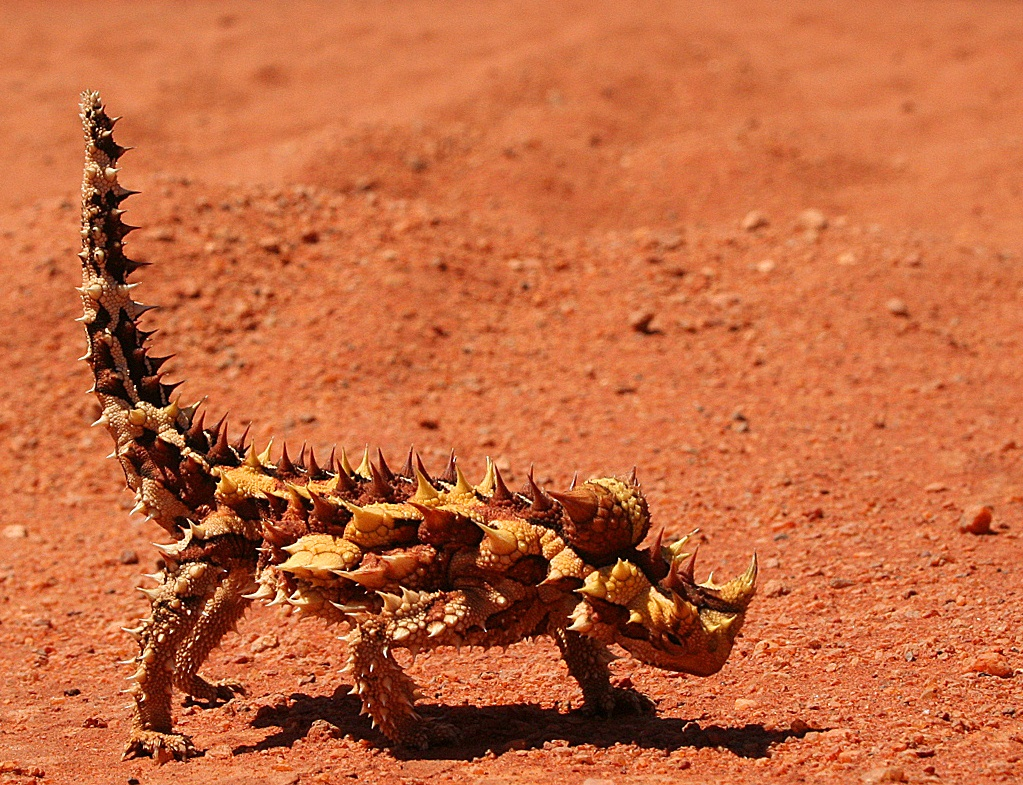
Dornenteufel
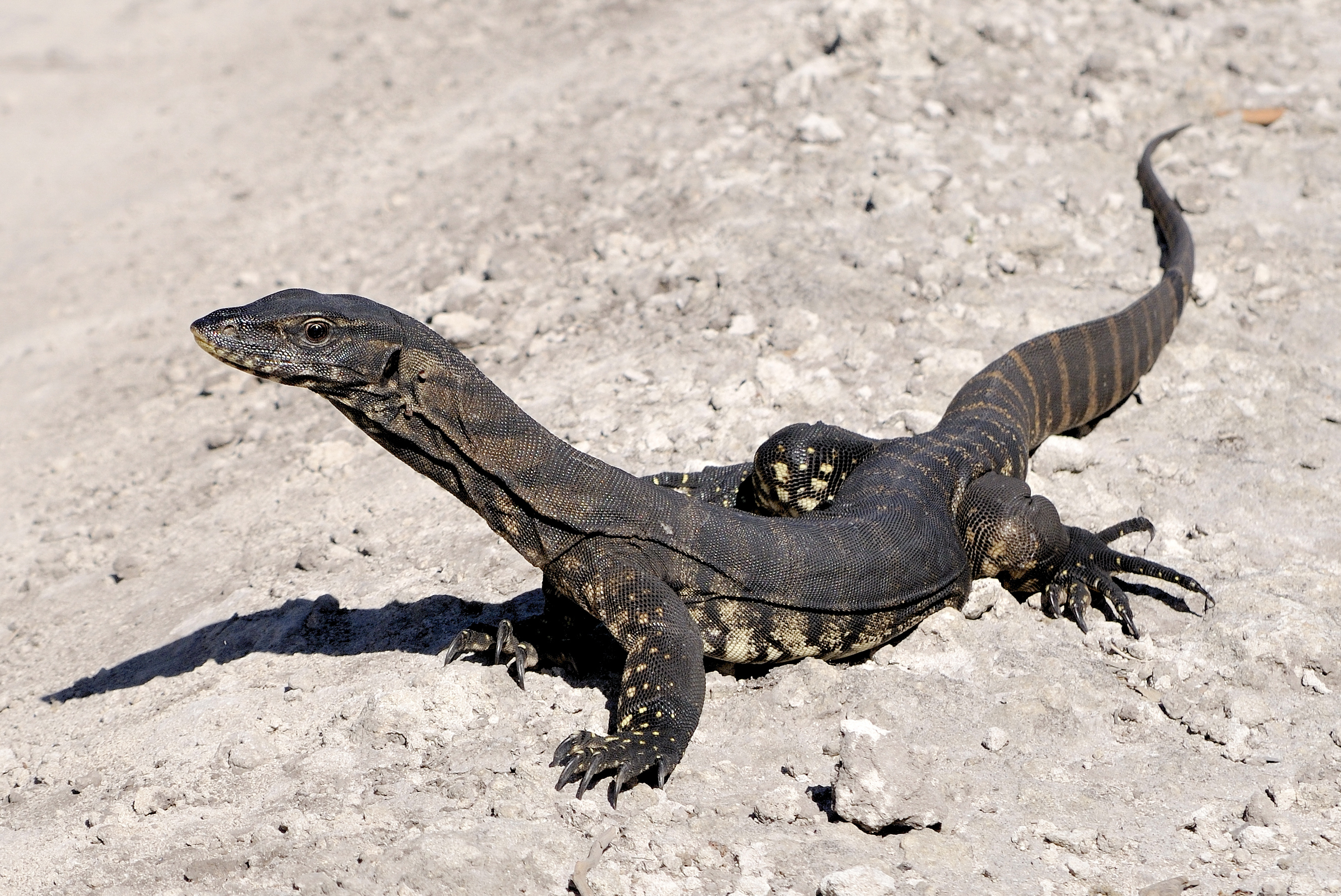
Der Goulds Waran ist eine große Echsenart, die in der australischen Wüste vorkommt
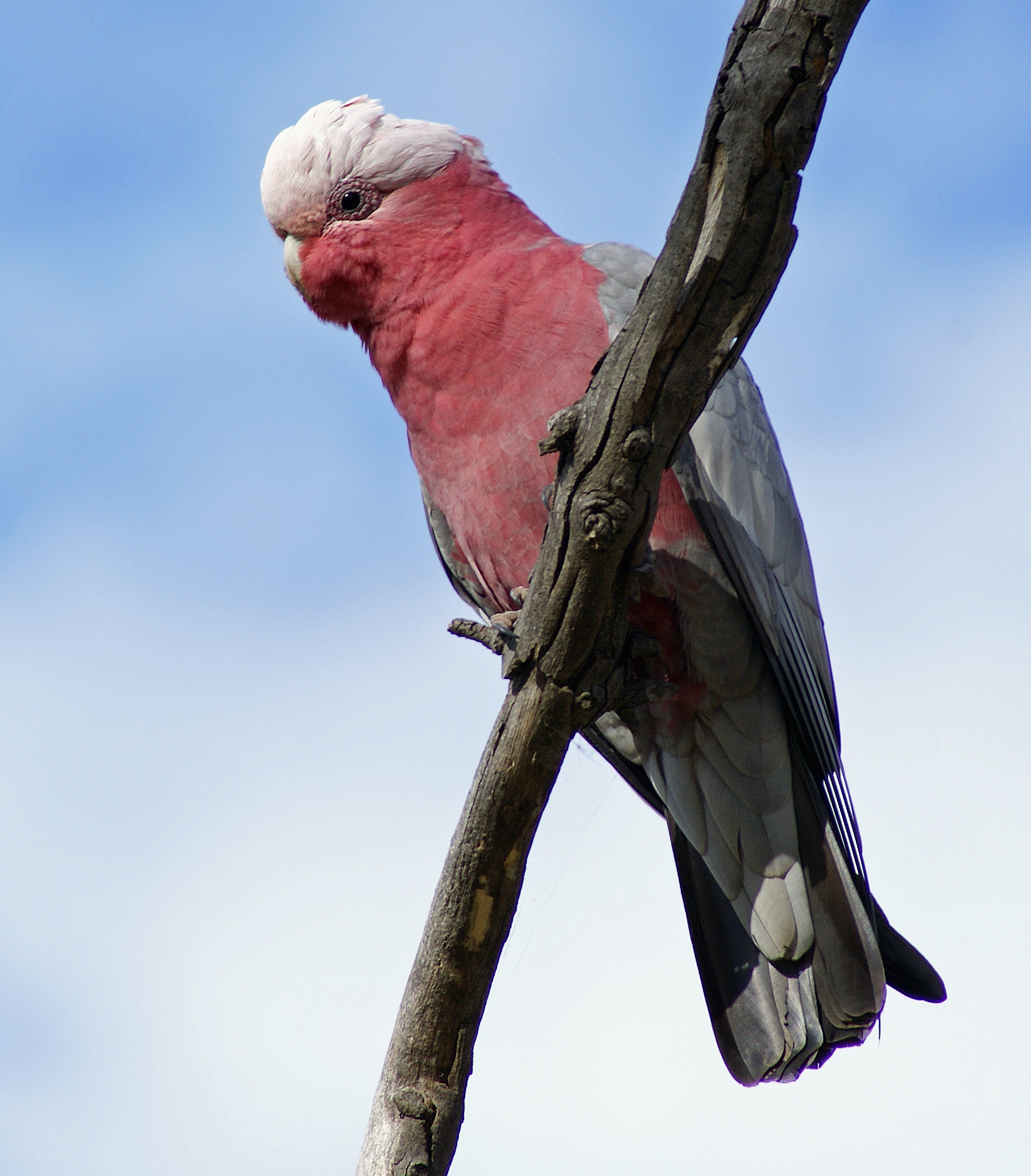
Der Rosakakadu lebt in baumbestandenen Savannen und offenem Grasland
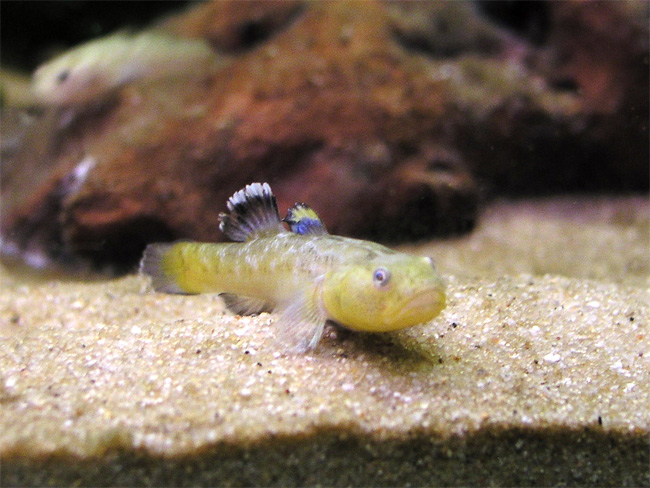
Australische Wüstengrundel

## Weitere Wüstengebiete
Es gibt in Australien weitere als Wüste bezeichnete Gebiete, die nicht mit den oben genannten australischen Wüsten in Verbindungen stehen. Auf der Känguru-Insel vor der Küste von South Australia befindet sich ein Gebiet von zwei Quadratkilometern, das die Kleine Sahara genannt wird, eine Formation von mehreren Sanddünen an dessen Südküste. In Victoria, etwa 375 km westlich von Melbourne gibt es noch die Kleine Wüste. Die Painted Desert liegt 121 Kilometer nordwestlich von Coober Pedy in South Australia.
Die aus Kalkstein bestehende fast baumlose Nullarbor-Ebene im Süden Australiens wird auch als Nullarbor-Wüste bezeichnet.